# Kniàbaix
Kniàbaix - Княбаш (rus) - és un poble de la República del Tatarstan, a Rússia. El 2010 tenia 345 habitants.